# Vaisigano
Vaisigano ist ein politischer Bezirk (samoanisch itūmālō, englisch electoral district) von Samoa an der Westspitze der Insel Savaiʻi. Der Hauptort des Bezirks ist Asau in der Nordostecke des Bezirks. 2001 wurden 6643 Einwohner gezählt.

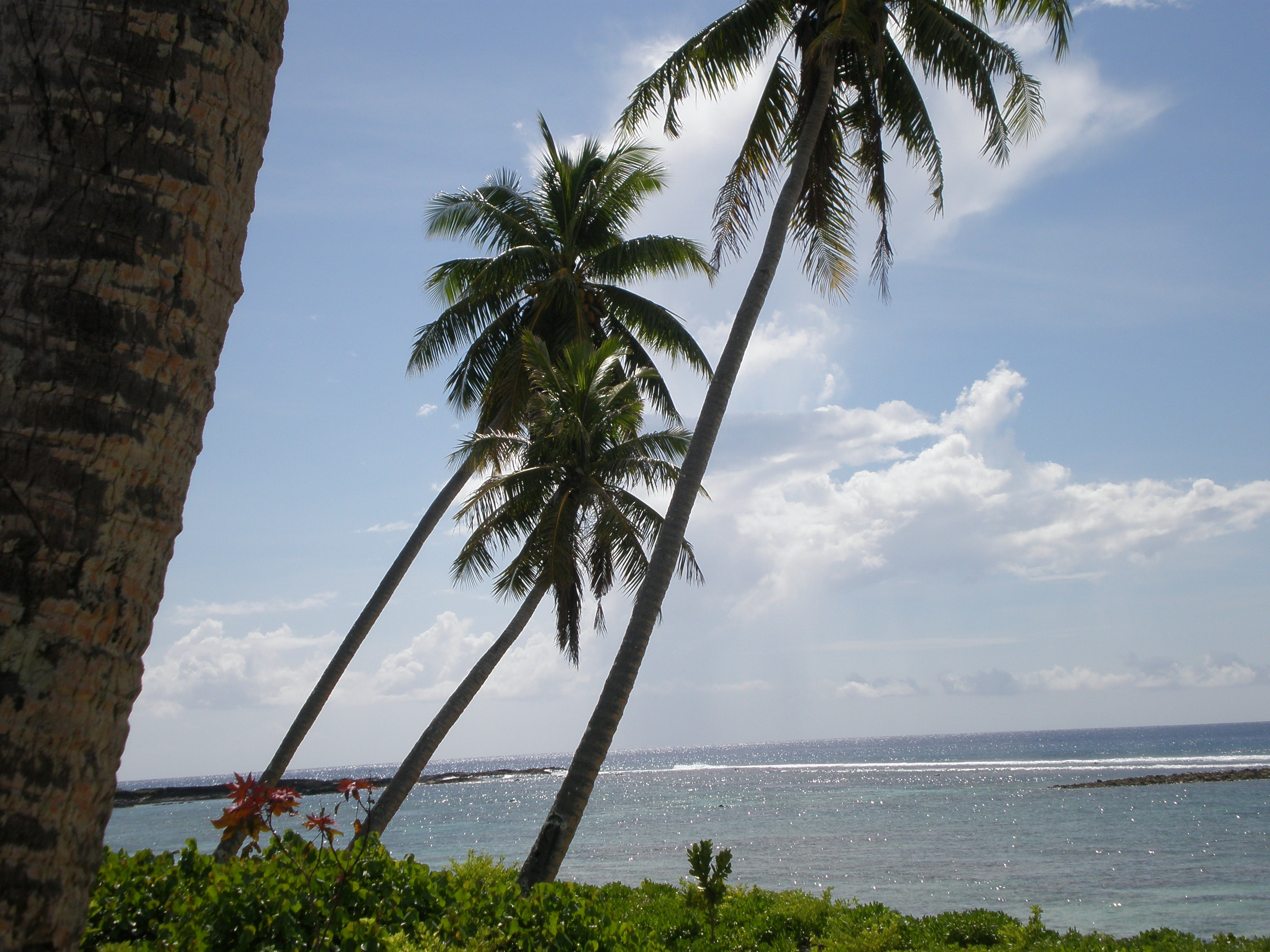
Ausblick nach Westen von Falealupo.

Das Gebiet wird auf Samoanisch auch als Itu Asau bezeichnet.

## Geographie
Der Bezirk erstreckt sich von der Westspitze von Samoa, von Cape Mulinuu an der Nordküste entlang über Cape Puava und die Asau Bay bis zur Siedlungsgrenze von Asau. Dort verläuft die Grenze zu den anschließenden Bezirken Gagaʻifomauga und Satupaʻitea nach Süden. An der Südküste liegen die Siedlungen Falelima, Neiafu und Tufutafoe. Im Bezirk befindet sich auch das Dorf Vaisala, dessen Häuptling (Matai) Vaʻai Kolone, in den 1980ern zweimal Premierminister von Samoa wurde. Kolone gründete auch die Human Rights Protection Party (HRPP), die gegenwärtig an der Macht ist.
Beim Dorf Auala an der Nordküste gibt es ein Schutzgebiet mit einem Schildkröten-Brutgebiet und ein Regenwald-Schutzgebiet bei Falealupo (Falealupo Rainforest Conservation) am Westende der Insel.

## Gesellschaft
Der Bezirk Vaisigano hat enge Verbindung zum Häuptlingstitel Tonumaipeʻa.

## Persönlichkeiten
- Aʻeau Peniamina († 2025), Politiker und Abgeordneter für den Wahlkreis Falealupo.